# Eduard Klein
Eduard Klein (25. července 1923, Vídeň – 2. ledna 1999, Berlín) byl německý (NDR) spisovatel a překladatel židovského původu.

## Životopis
Narodil se ve Vídni jako syn židovského obchodníka. Vystudoval zde obchodní akademii a pracoval jako obchodní zástupce. Po anšlusu Rakouska nacistickým Německem roku 1938 uprchla jeho rodina do Československa. Po vzniku Protektorátu Čechy a Morava roku 1939 musel před nacisty uprchnout znovu. Do Francie se však s ním dostal jen jeho otec a strýc, matka zahynula v koncentračním táboře. Z Francie se pak přes Dakar dostal do Chile, kde žil až do roku 1953 a kde roku 1943 vstoupil do komunistické strany.
Roku 1953 se vrátil do Evropy do Německé demokratické republiky. Stal se členem Sjednocené socialistické strany Německa, pracoval jako překladatel a v letech 1959–1961 jako tajemník Svazu spisovatelů NDR. Pak působil jako spisovatel na volné noze. Od roku 1967 do roku 1981 byl poslancem městské rady Východního Berlína.
Jeho literární dílo má prakticky jen jeden inspirační zdroj: život jihoamerických pracujících a jihoamerických Indiánů a jejich neutěšená sociální a politická situace, jak ji poznal za svého pobytu v Chile. Dobrodružné příběhy v jeho knihách tak mají kořeny v boji za obhájení holé existence. Za své práce obdržel celou řadu ocenění, mimo jiné například roku 1977 Národní cenu NDR (Nationalpreis der DDR) nebo dvakrát Řád Za zásluhy o vlast (Vaterländischer Verdienstorden), roku 1983 stříbrný a roku 1988 zlatý.

## Dílo

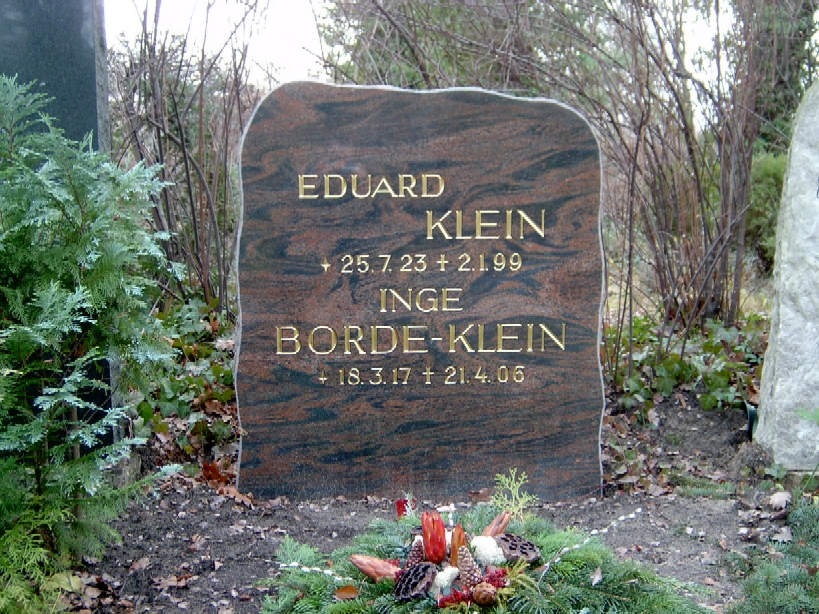
Spisovatelův hrob v Berlíně na Zentralfriedhof Friedrichsfelde

- Señor Contreras und die Gerechtigkeit (1954, Seňor Contreas a spravedlnost).
- Goldtransport (1957, Transport zlata).
- Der Feuerberg (1957, Ohnivá hora).
- Die Flucht (1958, Útěk).
- Der Indianer (1958, Indián).
- Nördliche Sonne, südlicher Schnee (1958, Severní slunce, jižní sníh).
- Der Verrat (1959, Zrada).
- El Quisco (1962).
- Die Straße nach San Carlos (1965, Ulice na San Carlos).
- Alchimisten (1967, Alchymisté).
- Sprengstoff für Santa Inés (1968, Třaskavina pro Santa Inés).
- Salz der Gerechtigkeit (1970, Sůl spravedlnosti).
- Der Gefangene der Toba-Indianer (1970).
- Severino von den Inseln (1972, Severino z ostrovů), dobrodružný román líčící jedno z mnoha střetnutí mezi argentinskými Araukány a bělošskými chovateli dobytka.
- Der Weg der Toten (1973, Cesta mrtvých), dobrodružství čtyř trestanců prchajících z jihoamerické věznice.
- Nächstes Jahr in Jerusalem (1976, Příští rok v Jeruzalémě).
- Land der Kälte (1977, Země chladu), román odehrávající se na počátku 20. století, kdy se Patagonie a Ohňové země zmocnili angličtí chovatelé dobytka, kteří místní indiány, kteří neměli představu o tom že volně pobíhající ovce mohou někomu patřit, považovali za zloděje a vypláceli odměnu za každého mrtvého indiána.
- Die Smaragdmine (1979, Smaragdový důl).
- Die Last der Berge (1982).
- Heimkehr der Indios (1984).
- Fieber am Amazonas (1986).
- Anschluß 8 – streng geheim (1988).
- Der Garten der Inkas (1990, Zahrada Inků).
- Das Zauberschloß (1983, Kouzelný zámek).
- Die Spur des Jaguars (1997).

## Filmové adaptace
- Alchimisten (1968, Alchymisté), východoněmecký televizní film, režie Wolfgang Luderer.
- Severino (1978), východoněmecký film, režie Claus Dobberke, v titulní roli Gojko Mitič.
- Die Last der Berge (1983), východoněmecký televizní film, režie Michael Unger.

## Česká vydání
- Severino z ostrovů, Albatros, Praha 1979, přeložil Josef Poláček.
- Cesta mrtvých, Albatros, Praha 1980, přeložila Milada Misárková.
- Země chladu, Albatros, Praha 1984, přeložil Josef Poláček.